# Difesa 3-4

Schema della difesa 3-4

La difesa 3-4 è una formazione del football americano composta da 3 defensive lineman (componenti della linea difensiva) nel numero di 2 defensive end e 1 defensive tackle, chiamato in questo caso nose tackle, e da 4 linebacker.
La difesa di tipo 3-4 ha visto un incremento del proprio utilizzo dall'inizio del nuovo millennio nella NFL, contribuendo in particolar modo alle vittorie dei New England Patriots, capaci di conquistare 3 Super Bowl nell'arco di quattro stagioni tra il 2001 e il 2004. La difesa 3-4 permette una maggiore flessibilità, poiché i 4 linebacker possono essere utilizzati in copertura o in blitz sul quarterback avversario, rendendo difficoltoso calcolarne in breve tempo la consistenza (quanti dei quattro giocatori giungeranno a pressare il passatore) e la provenienza (quali di essi).
La difesa 3-4 fu inventata negli anni quaranta da Bud Wilkinson e a partire dagli anni settanta è stata usata da alcune delle più celebri difese della storia come la "No Name Defense" dei Miami Dolphins di Don Shula, la "Orange Crush" dei Denver Broncos.
Malgrado offra alcuni vantaggi, alla difesa 3-4 viene spesso preferita la 4-3, per la maggior facilità di reperimento del personale necessario per schierarla.